# BBC Northern Ireland
BBC Northern Ireland (en irlandès: BBC Thuaisceart Éireann, en escocès de l'Ulster: BBC Norlin Airlan) és una divisió de la BBC britànica i el principal mitjà de comunicació públic a Irlanda del Nord. És una de les quatre divisions nacionals de la BBC, juntament amb la BBC English Regions, BBC Scotland i la BBC Cymru Wales. Amb seu a Broadcasting House, Belfast, ofereix continguts de televisió, ràdio, en línia i de televisió interactiva. L'any 2021 la BBC d'Irlanda del Nord tenia uns 650 treballadors, principalment a Belfast. BBC Northern Ireland té dos canals de televisió: BBC One Northern Ireland, BBC Two Northern Ireland; i dues emissores de ràdio: BBC Radio Ulster i BBC Radio Foyle.

## Història
La primera emissora de ràdio de la BBC a Irlanda del Nord va ser 2BE, iniciant les emissions el 1924 i que realment només arribava a la zona de Belfast, situació que va millorar el 1936 amb el repetidor de Lisnagarvey. Inicialment ubicada als estudis de Linenhall Street, les obres per disposar de la Broadcasting House de Belfast van iniciar-se el 1939 i van acabar el 1941. Les emissions de televisió de la BBC van iniciar-se el 1953, i l'any següent es va començar a emetre el programa Ulster Mirror, considerat el primer programa de televisió d'actualitat nord-irlandesa.